# 馬爾基夫卡 (拉茲傑利納亞區)
46°55′46″N 29°56′49″E / 46.92944°N 29.94694°E
馬爾基夫卡（烏克蘭語：Марківка）是位於烏克蘭西南部的村莊，由敖德萨州羅茲季利納區的斯捷潘尼夫卡市鎮負責管轄。該村始建於1840年，面積1.6平方公里，海拔高度14米，2001年人口304，人口密度每平方公里189.88人。